# Prosciutto di Trevico
Il prosciutto di Trevico è un salume tipico del territorio di Trevico, comune della Baronia situato a un'altitudine di 1090 m s.l.m., la più elevata della comunità montana dell'Ufita e dell'intera regione Campania. Il prodotto si fregia del marchio PAT rilasciato dal Ministero delle politiche agricole alimentari e forestali.
Il crudo di Trevico, dal tipico colore rosso-cupo, è ottenuto dal quarto posteriore (peso: Template:Ma) del suino a seguito di salatura a secco per mezzo di sale marino. In seguito il prosciutto viene lavato in acqua pura e "sugnato" o "stuccato", ossia farcito con strutto, farina ed eventualmente pepe o altri aromi. La successiva stagionatura, della durata di almeno 16 mesi, avviene per ragioni microclimatiche entro i confini del territorio comunale di Trevico, su supporti in legno stagionato e non trattato all'interno di grotte o cantine a pareti naturali, chiuse da porte tradizionali che impediscono l'accesso di insetti e roditori ma non dell'aria e dell'umidità atmosferica.
La fama del prosciutto di Trevico era già ben affermata nell'Ottocento, tanto che il prodotto prese parte all'Esposizione universale di Parigi del 1878.